# Kris Roemers
Kris Roemers (1975) is een Belgisch componist, muziekpedagoog, dirigent en hoornist.

## Levensloop
Roemers kreeg lessen voor hoorn, piano en harmonieleer aan het Noord-Limburgs Instituut voor Kunstonderwijs te Neerpelt.
Hij studeerde aan het Lemmensinstituut te Leuven en aan het Koninklijk Conservatorium te Brussel en behaalde zijn Master of Music als uitvoerend musicus (hoornist). Aan het Conservatorium Maastricht studeerde hij HaFa-directie bij Jan Cober en behaalde er zijn 2e bachelor en daarna Masterdiploma in 2007.
Hij was meerdere jaren verbonden met het Vlaams Radio Orkest. Als freelance-hoornist was hij onder anderen actief bij het orkest van het Koninklijk Ballet van Vlaanderen, Prima La Musica en Il Novecento. Als dirigent is hij verbonden aan harmonieorkest Arti uit Oirschot.
Zijn werk Theseus' Journey ging op 22 november 2009 in het Theaterzaal Tilburg in première. Het werk wordt uitgegeven bij uitgeverij Molenaar en is ook verschenen op cd.

## Composities

### Composities voor harmonie- of fanfareorkest
- Get me to the church on time, voor fanfareorkest
- La Sprirale della creazione, voor harmonieorkest
- Theseus' Journey, voor harmonieorkest
- Montaphone, voor harmonieorkest (winnaar van de compositiewedstrijd Vorarlberg)
- Riethoven-promenade - Variaties op een volkslied, voor harmonieorkest
- The Magic Circle, voor harmonieorkest
- Theseus' Journey, voor harmonieorkest
- Traffic Jam, voor jeugdharmonie of jeugdfanfare (finalist in de Tichelli Composition Contest NY, USA)